# Hybomitra hirta
Hybomitra hirta är en tvåvingeart som först beskrevs av Walker 1850.  Hybomitra hirta ingår i släktet Hybomitra och familjen bromsar. Inga underarter finns listade i Catalogue of Life.